# Удачненська територіальна громада
Удачненська селищна територіальна громада — територіальна громада в Україні, у Покровському районі Донецької області з адміністративним центром у селищі Удачне.

## Загальна інформація
Площа території — 216 км², населення громади — 3 910 осіб (2020 р.).

## Населені пункти
До складу громади увійшли селище Удачне, села Калинівка, Молодецьке, Муравка, Новомиколаївка, Новосергіївка та Сергіївка.

## Історія
Створена у 2020 році, відповідно до розпорядження Кабінету Міністрів України № 721-р від 12 червня 2020 року «Про визначення адміністративних центрів та затвердження територій територіальних громад Донецької області», шляхом об'єднання територій та населених пунктів Удачненської селищної та Сергіївської сільської рад Покровського району Донецької області.